# Шуркалов Юрій Степанович
Шуркалов Юрій Степанович (18 вересня 1949) — радянський академічний веслувальник.
Срібний призер Олімпійських Ігор 1976 року в складі розпашної двійки зі стерновим.